# Anthurium margaricarpum
Anthurium margaricarpum är en kallaväxtart som beskrevs av Luis Aloysius, Luigi Sodiro. Anthurium margaricarpum ingår i släktet Anthurium och familjen kallaväxter. Inga underarter finns listade.